# Sandra Schuurhof
Sandra Schuurhof (Den Haag, 13 november 1971) is een Nederlands tv-journaliste en televisiepresentatrice.
Na het succesvol afronden van de School voor de Journalistiek begon Schuurhof haar carrière als verslaggever van 5 in het Land. Daarna werkte ze een jaar lang voor Veronica, waarvoor ze in de Verenigde Staten documentaires maakte. Toen Schuurhof in Nederland terugkwam, ging ze aan de slag voor RTL Nieuws, waar ze tot maart 2012 werkte als algemeen verslaggever. In 2006 werd ze tevens verslaggever voor het Koningshuis, als opvolger van Erik Mouthaan. Eind 2008 breidde ze deze activiteit nog verder uit door aan de slag te gaan als royaltydeskundige bij RTL Boulevard. Naast haar journalistieke werkzaamheden was ze ook als deskundige te zien in het RTL 4 en SBS6-programma Wat vindt Nederland?
Op 19 december 2011 werd bekend dat ze een contract bij SBS had getekend en het presentatieteam van Hart van Nederland ging versterken. Nadat ze eerst achter de schermen had gewerkt, maakte ze haar presentatiedebuut bij het tv-programma Hart van Nederland op 17 juni 2012. Op 6 oktober 2012 nam zij, samen met Jochem van Gelder, de presentatie van het tv-programma Nationaal Verkeersexamen voor haar rekening.
In de zomer van 2011 was Schuurhof een van de presentatoren van het zomerprogramma Ik kom bij je eten op RTL 4. Ook wees ze een bod af om voor de Playboy te poseren.
In 2013-2014 was zij presentatrice bij WNL op Zondag. In 2015 was zij columniste voor "VROUW" en deed ze live verslag vanuit Dordrecht tijdens Koningsdag.
In april 2022 was Schuurhof samen met Evelien de Bruijn te zien in het SBS6-programma Code van Coppens: De wraak van de Belgen.
Schuurhof werd op 10 december 2014 moeder van een zoon.
Ook was Schuurhof  de vaste nieuwslezeres van de Coen en Sander Show, die in 2023 voor het laatst op vrijdagmiddag op Radio 538 werd uitgezonden.
In 2025 deed Schuurhof mee aan het televisieprogramma De kwis met ballen VIPS.